# 耶律倍
耶律倍（约899年或900年—937年1月7日），契丹迭剌部霞濑益石烈乡耶律里（今中國内蒙古自治区阿鲁科尔沁旗东）人，姓耶律氏，汉姓刘氏，汉名倍，契丹名图欲（或作突欲、托雲等），曾模仿唐朝诗人白居易（字乐天），取筆名黃居難，字乐地。他是大契丹国（后改称大辽国）开国皇帝太祖耶律阿保机和皇后述律平的长子，辽太宗耶律德光和追尊的章肃皇帝耶律李胡的长兄，辽世宗耶律阮的父亲，东丹国国王（称人皇王，一般也通称东丹王，926年－930年在位）。他生前为大契丹国的皇太子（916年－927年在位），但未即位为皇帝，其子耶律阮（辽世宗）即位后被追尊为帝，以后的辽代诸帝除辽穆宗耶律璟外都是他的子孙。
由于耶律倍在死后被追尊为皇帝，史书中除了称他为太子倍、人皇王或东丹王外，也常以其庙号义宗、第一个皇帝谥号让国皇帝和第二个皇帝谥号文献皇帝等称之。
耶律倍作为统辖一方的君主，政绩不突出，但他文武双全，不但是统兵的战将和军事谋略家，更集藏书家、阴阳学家、医学家、音乐家、文学家、翻译家、汉学家和画家等于一身，是一位博学多才的儒家学者，在文化和艺术方面颇有成就，堪称有辽一代第一位大艺术家。

## 生平

### 契丹皇太子

#### 早年
唐昭宗光化二年或三年（899年或900年），耶律阿保机的长子耶律图欲出生，当时阿保机虽未成为契丹部落联盟的首领，但他领导的耶律氏部落是契丹诸部中最强大的一支，所以他也是契丹的显赫人物之一。
契丹老可汗死后，阿保机于第二年春正月十三庚寅日（907年2月27日）继承契丹可汗之位。由于阿保机仰慕汉族文化，遂取汉名为亿，故也称耶律亿，长子图欲也取汉名为倍，史称耶律倍；阿保机尤其仰慕汉高祖刘邦，遂令皇族耶律氏兼姓刘氏。
在扫除了政敌和称帝的障碍后，在担任可汗的第十年春二月初一丙戌日（916年3月7日），阿保机自立为皇帝，建大契丹国（后改称辽国），改元神册，是为辽太祖。同年三月初二丙辰日（916年4月6日），年仅十七岁的耶律倍被立为皇太子，成为大契丹国皇位的继承人。

#### 崇汉
受父皇影响，耶律倍对汉族文化也相当尊崇，而且有过之而无不及，成为当时汉化程度最高的契丹皇室成员，他对中原的文化尤其是儒学十分推崇。一次，阿保机问侍奉自己左右的大臣道：“受命之君，应该侍奉上天，敬仰神灵。立了大功、拥有崇高道德的人，朕想祭祀他，谁应该排在最先？”大家都说应该让佛排在最先。阿保机却道：“佛教不是中国本土的宗教。”这时，在一旁的耶律倍建议父皇道：“孔子是万世所尊崇的大圣人，应该排在最先。”阿保机闻言大喜，立即下诏建孔庙，让皇太子耶律倍在每年春、秋两季率领百官祭奠孔子。耶律倍对道教也很感兴趣，尤其喜欢阴阳学。孔庙造好后，神册四年秋八月初三丁酉日（919年8月30日），阿保机亲自拜谒孔庙，而命皇后述律平和皇太子耶律倍分别拜谒佛寺和道观。

#### 征战
耶律倍的汉文化修养高，也是能统兵的战将和军事谋略家。神册四年冬十月丙午日（919年11月7日），他随父皇向北征讨乌古部，为先锋都统，带兵开路。阿保机命他率领先锋部队进击，破乌古部，俘获牲口一万四千二百头，牛马车乘、庐帐器物二十馀万。于是乌古部全部投降契丹。
神册五年秋八月初一己未日（920年9月15日），党项各部发动叛乱。辛未日，耶律倍跟随阿保机御驾亲征。九月十四壬寅日（10月28日），耶律倍率迭剌部夷离污里轸等攻略云中县（今山西省大同市）、天德军（今内蒙古乌拉特前旗北）。冬十月十二辛未（11月27日），耶律倍率军进攻天德军。十月十四癸酉日（11月29日），天德军节度使宋瑶投降，改天德军为应天军。
神册六年十二月初九庚申（922年1月9日），耶律倍率王郁等经略燕地（指春秋、战国时燕国故地，相当于今河北北部、辽宁等地），一度打到定州（治所在今河北省定州市），扩张了契丹的领地。
天赞三年（924年）春正月，渤海国杀契丹的辽州刺史（治所在今辽宁省新民市东北辽河西岸辽滨塔）张秀实并掠夺州民。六月十八乙酉日（7月22日），阿保机召集皇后述律平、皇太子耶律倍、天下兵马大元帅耶律德光以及两位宰相、诸部头领等宣布诏书，宣称有兩件事情未辦，要御驾西征。一众人等大爲驚懼，不明其意，因为渤海国在契丹东面，阿保机不急于报仇却去攻打西面。於是阿保机大举征讨吐谷浑、党项、阻卜等部，命皇太子耶律倍监国，将他留在首都上京临潢府（今内蒙古巴林左旗东南），担任留守。但耶律倍已经了解父皇声东击西（这次是声西击东）的真实用意，乘机向父皇献上攻取渤海国的计策。
阿保机西征归国后，于天赞四年十二月十六乙亥日（925年1月3日）发下诏书，說一事已了，還有渤海国的仇恨未報，举兵征讨渤海国王大諲譔。皇后述律平、皇太子耶律倍、天下兵马大元帅耶律德光都随行。
天赞五年春正月初三庚申日（926年2月17日），攻克渤海重镇扶馀城（今吉林省农安县）。之后，阿保机曾一度不思进取，想先清点城中的户籍和人口，耶律倍进谏道：“如今刚刚得到扶馀城就清点户籍，人民必定不会安分。如果现在乘着我军破竹之势，直接攻向渤海国的首都忽汗城（即上京龙泉府，今黑龙江省宁安市东京城），则一定会攻克它。”阿保机听从了建议，让他和耶律德光担任前锋，会同南府宰相耶律苏、北院大王耶律斜涅赤，南院大王耶律迭里等于正月初九丙寅日（2月23日）夜间开始围攻忽汗城。正月十二己巳日（2月26日），渤海国末代国王大諲譔见自己则势单力薄，自知大势已去，不得不投降。

### 东丹人皇王

#### 称制
天赞五年正月二十丁丑日（926年3月6日），大諲譔又反叛契丹而宣布独立，占据忽汗城。当天，阿保机再次将他击破，攻入忽汗城中，渤海国最终灭亡。二月初五壬辰日（3月21日），阿保机因为渤海国已经平定，乃用青牛白马祭天地，大赦天下，改元天显。二月十九丙午日（4月4日），阿保机将渤海国改名为东丹国，或称东丹王国，意为“东契丹国”，把首都忽汗城改名为天福城，册封皇太子耶律倍为人皇王，让他担任东丹王国的国王。阿保机赐给耶律倍天子的冠冕和衮服，建年号为甘露，称制（行使皇帝权力），设立四个丞相，以阿保机的弟弟耶律迭剌为左大丞相，前渤海国丞相为右大丞相，前渤海国司徒大素贤为左次丞相，宗室耶律羽之为右次丞相，也设置了和中原王朝一样的百官，一律使用中原汉族的法律，使东丹国成为大契丹国的附属国。东丹国每年向宗主国大契丹国上贡布匹十五万端，马千匹。
阿保机封耶律倍为“人皇王”是用了三才“天、地、人”的典故，因为阿保机自己的尊号是“天皇帝”，皇后述律平是“地皇后”，这样就完全确立了耶律倍的“二人之下、万人之上”的崇高地位。但把一个堂堂皇太子封在藩外之国，表现出阿保机似乎对于耶律倍是否应该继位犹豫不决，或许他听了皇后述律平的话，已经不打算让长子耶律倍而让次子耶律德光继位，而把幅员辽阔的渤海故地东丹国给长子以为补偿。《辽史·后妃列传·淳钦皇后述律平传》记载，阿保机曾说过，次子耶律德光必能使耶律家族兴旺，皇后也偏爱次子，想让皇太子耶律倍让出继承权，于是阿保机才册封耶律倍为东丹王。后来阿保机死后的帝位之争也充分说明了阿保机的这种做法实际上使长子耶律倍丧失了争夺皇位的有利条件。
册封之后，阿保机于三月十一丁卯日（4月25日）驾临人皇王耶律倍的宫殿。之后，阿保机发下圣旨道：“此地濒临大海（指如今的渤海、日本海和鄂霍次克海），不是我可以长久居住之地，留你在这里安抚人民，治理疆土，以彰显朕的爱民之心。”三月廿九乙酉日（5月13日），阿保机班师回皇都，人皇王耶律倍率领东丹国官僚送行。夏四月初一辛卯日（5月15日），耶律倍辞别父皇，还创作了一首歌献给父皇。临别时，阿保机说：“有你治理东方的土地，我还有什么可以担忧的呢？”耶律倍由于担心再也见不到父皇，对着父皇号啕大哭而别。回东丹国后，耶律倍就用中原的礼仪和制度治理国家。
阿保机的圣驾还没回到皇都，秋七月二十甲戌日（8月30日），到达扶馀城，阿保机开始生病。七月廿七辛巳日（9月6日），阿保机驾崩。第二天，七月廿八壬午日（9月7日），阿保机的皇后述律平临朝称制，裁决军国大事。
阿保机驾崩后，契丹顿时群龙无首。不久，原先归顺契丹的诸部落大多反叛。称制的述律皇后则继续扶着阿保机的梓宫（灵柩）西归皇都。手握兵权的天下兵马大元帅耶律德光征讨并平定了叛乱。阿保机的讣告到达东丹国，耶律倍当日就奔赴阿保机梓宫所在地。八月廿一乙巳日（9月30日），耶律倍到达父皇梓宫所在地，与皇后和大元帅一起回皇都。

#### 让国
帝位原应由身为皇太子的耶律倍来继承，但母后述律平不喜欢他，而中意次子耶律德光。除了亲情近疏的关系外，述律平不喜欢耶律倍还因为政治理念的不同，他仰慕汉文化，主张以孔子的儒家思想为治国之术，这和主张维护契丹奴隶制传统的母后述律平格格不入，可能正是这一点不为母后所喜爱。耶律德光是天下兵马大元帅，手握重兵，母后又临朝称制，两人手握军政大权。耶律倍知道自己继位无望，也知道母后想立二弟耶律德光为皇帝。天显二年秋，阿保机下葬于祖陵。据《辽史》记载，冬十一月壬戌日（927年12月11日），耶律倍对百官公卿们说道：“大元帅功德可与天神比肩，国内外民心所向、众望所归，应该主持国家社稷。”乃与群臣奏请述律皇后，让出本应由自己继承的皇帝宝座。述律皇后当然同意，于是当天，耶律德光即皇帝位，是为辽太宗，尊述律皇后为应天皇太后，年号仍为天显不变。
似乎德光继位的提议是由耶律倍与群臣共同提出，述律皇后仅是遵循民意。但据《资治通鉴》记载，这次权力交接不但引起了当时契丹统治集团内部的斗争，而且引起了此后契丹皇室内部的一系列权力斗争。对这次权力交接中的斗争《辽史》没有明确的记录，似乎是在很平稳正常的情况下进行的。然而述律皇后的意见并不为全体契丹贵族所认可，反对者大有人在。对于持不同意见者，述律皇后采取其一贯的作法，以阴谋狡诈的手段残酷地予以惩治和镇压。耶律倍与耶律德光在契丹贵族中都有一批拥护者，述律皇后为贯彻自己的意图，利用契丹的人殉旧俗，以残酷的手段打击耶律倍的支持者，逼他们为先帝阿保机殉葬，“前后所杀以百数”。
《资治通鉴》又记载，反对派被杀戮殆尽后，述律皇后主持召开贵族大会，命两个儿子都乘马立在帐前，假惺惺地对各位部落酋长说：“两个儿子我都喜欢，不知道立哪个为皇帝，你们选择可以做皇帝的握住他的马辔头。”诸位酋长知道皇后的意思，况且支持耶律倍的已经被杀得差不多了，他们便争相握住德光的马辔头欢呼雀跃道：“我们愿意侍奉大元帅。”皇后便顺水推舟：“大家的意见，我怎么敢违背呢？”遂立德光为皇帝。《辽史》中的有关记载隐去了这次大会的实情，可能是由于原始资料不全，或者是出于为尊者讳的目的。
《资治通鉴》还记载，辽太宗继位后，耶律倍发怒，率领数百骑兵想投奔后唐，被巡逻的士兵拦住。述律太后也不怪罪他，把他遣送回东丹国。由此可见，耶律倍“让国”的举动也不完全是出于情愿的，肯定有迫不得已的因素。

#### 去国
太宗耶律德光是在母后主持之下取代其兄皇太子耶律倍继承皇位的，耶律倍对这样的安排自然不满，契丹诸贵族意见也有分歧。太宗继位后，仍然担心兄长会和自己争夺帝位，因此，他即位后便着手巩固自己的地位。而兄长治下的东丹国，更是他要加意防范的对象。耶律倍统治了原渤海国的大片领土，北至松花江流域，南至鸭绿江流域，物产丰富，居民文化素质也较高。在耶律倍管辖下，它的发展将对太宗的契丹政权形成威胁。因此，天显三年（928年），太宗乘耶律倍离开东丹国留居皇都期间，采纳东丹国丞相耶律羽之的建议，迁东丹国的臣民以充实东平郡，升东平郡为南京（今辽宁辽阳），并将兄长耶律倍迁到南京居住，实际上是把他软禁起来。太宗又在暗中派卫士监视兄长，观察动静。此举有防渤海为乱的意图，又有缩小东丹国规模，迁东丹于近地，便于牵制的个人因素。
天显四年（929年）八月、十月，太宗在南京和皇都两次驾临兄长的住所，这或是为安抚兄长，或是为了掌握他的情况，以便对他采取必要的监控措施。总之，这如果不是兄弟间亲密无间的反映，则必定是矛盾加深的表现。而在兄长留居皇都期间，太宗又只身前往南京，也极有可能是在做剥夺兄长治国权力，割断他与其封国关系的安排。天显五年，太宗册封弟弟耶律李胡为皇太弟，即选定弟弟为继承人，此举虽然出自述律太后的意思，但也是对兄长耶律倍的又一次沉重打击，因为这样，耶律倍就更加不可能当上皇帝了。耶律倍归国前，太宗在便殿宴请兄长的僚属，可能也是在做加强对他的控制与监视的工作。天显五年（930年），耶律倍回到东丹封国，太宗又下诏“以舍利普宁抚慰人皇王”，“诏置人皇王仪卫”，都明显地暴露了太宗加强了对兄长监控的意图。
耶律倍在南京期间，命翰林学士王继远撰写《大东丹国新建南京碑》碑铭，又在南京西宫造书楼，创作《乐田园诗》，抒发自己的愤怒。后唐明宗李嗣源听说了耶律倍的遭遇，便秘密派使节渡过大海，拿着书信请耶律倍去后唐所在的中原地区。耶律倍欣然同意，乘机假装在海上捕鱼。耶律倍回到封国后，天显五年十一月，后唐使节再次到东丹国请耶律倍，耶律倍就对左右侍从说：“我把天下让给主上（指二弟辽太宗），如今反而遭受怀疑；不如投奔他国，以成就像吴太伯一样的贤名。”临走时，耶律倍在海边树立一块木牌，上面刻了一首诗：“小山压大山，大山全无力。羞见故乡人，从此投外国。”这是辽代见于记载的最早的五言诗，以物喻人，“大山”比喻耶律倍自己，“小山”比喻二弟辽太宗，寥寥几笔，勾勒出契丹皇室内部斗争的残酷。之后，耶律倍带着爱妃高美人，将所有的书籍装运到船上，渡海逃向后唐。耶律倍浮海投奔后唐，是他失去权力后所能采取的最后措施。

### 后唐座上宾

#### 嘉客
后唐用天子的礼仪和护卫队欢迎耶律倍，耶律倍坐在水上的船型宫殿裡，众官陪在他左右，一一向他敬酒。到了后唐的重镇汴州（今河南省开封市），见到了后唐明宗。明宗把后唐庄宗李存勖的嫔妃夏氏嫁给他，又赐耶律倍姓东丹（以东丹国为姓），名慕华（“仰慕中华”之意），是为东丹慕华。明宗又改瑞州为怀化军，拜东丹慕华（即耶律倍）为怀化军节度使，瑞、慎等州观察使。后来又赐东丹慕华国姓李，名赞华（“赞美中华”之意），故从此又称李赞华。移镇滑州，遥领虔州节度使。李赞华（即耶律倍）虽然身在异国他乡，但常常思念祖国的亲人，他派遣的向母后和皇帝问安的使节从不间断，这在《辽史》上多有记载，说明他的孝心没有因母后不喜欢他而有所减损。

#### 遇害
辽天显九年、后唐应顺元年（934年）四月，明宗的养子李从珂弑刚登基不久的明宗之子后唐闵帝李从厚，自立为皇帝，即后唐末帝。耶律倍反对李从珂篡位，便秘密报告弟弟太宗道：“李从珂弑君，应该讨伐他。”此举也体现了耶律倍的爱国情操，没有因与弟弟太宗的私人恩怨而放弃应有的正义感。太宗便立后唐的叛将石敬瑭为后晋皇帝（即向契丹称“儿皇帝”的后晋高祖），并对他加以援助，共同消灭后唐。有人建议李从珂派兵拥立耶律倍为辽帝，李从珂没有听从。辽天显十一年、后唐清泰三年（後晉高祖天福元年）閏十一月丁丑（937年1月7日），已至河阳县（治所在今河南省孟州市西约十五公里处）的晋帝石敬瑭增兵围困后唐首都洛阳（今河南洛阳），后唐末帝李从珂见大势已去，想要自焚，忽然想起了耶律倍，便召耶律倍和他一起自焚，耶律倍不服从，末帝就派遣壮士李彦绅将耶律倍暗杀。耶律倍死时年仅三十九岁（为虚岁，按周岁则为37岁多、38岁不到）。而也有史料认为李从珂并未让耶律倍一起自焚，是石敬瑭攻破洛阳后，为讨好他的新主子辽太宗，而将太宗的眼中钉耶律倍杀掉的，至于是石敬瑭的自作主张还是太宗的指示就不得而知了。

## 身后
耶律倍死后，只有一位僧人为他草草收尸。末帝自焚后，后唐灭亡，石敬瑭的军队进入洛阳。石敬瑭为了讨好契丹，亲自为耶律倍服丧，在耶律倍灵柩前放声大哭，将其以亲王礼仪厚葬在洛阳郊外。后来，石敬瑭又追封耶律倍为燕王，并让安排官员将他的灵柩送回契丹。辽太宗将皇兄耶律倍改葬在他生前隐居的医巫闾山，上谥号为文武元皇王。
辽世宗即位后，追尊父王耶律倍为皇帝，谥号让国皇帝，而坟墓改为只有皇帝才能称呼的陵寝，号显陵。统和年间，改谥号为文献皇帝。重熙二十年，增谥号为文献钦义皇帝，上庙号为义宗，并为义宗的嫡妻萧氏上谥号为端顺皇后，世宗的生母萧氏母以子贵，被追谥为柔贞皇后。
自辽世宗耶律阮以后，除了辽穆宗耶律璟是辽太宗耶律德光之子外，其他所有大辽皇帝（包括北辽的皇帝）都是耶律倍的嫡系子孙，后来蒙古帝国的契丹族著名宰相耶律楚材也是耶律倍的八世孙。

## 文化修养、艺术成就评价与性格
史载，耶律倍自幼聪敏好学，是文武全才，不但善于骑射和谋略，而且文化修养很高，尤其推崇中原汉族的儒家文化。他曾经从中原买了万卷书，收藏在他隐居的医巫闾山绝顶之上的望海堂。他通晓阴阳、音律，精于医药、砭焫之术，工于契丹文和汉文的文章，曾经把汉文《阴符经》翻译为契丹文。他还擅长画本国人物，后来都被收入宋朝的秘府。所以说，他集藏书家、阴阳学家、医学家、音乐家、文学家、翻译家、汉学家和画家等于一身，是一位博学多才的儒者，堪称辽代第一位大艺术家。

### 绘画
在诸多爱好中，耶律倍尤其喜欢绘画。辽代绘画继承隋唐五代的传统，却又独具特色，多描写北方少数民族尤其是契丹贵族、酋长的生活情状，以人物、鞍马居多，而耶律倍正是辽代绘画的先驱和佼佼者之一。身为北方草原的民族画家，耶律倍擅画水草放牧或游骑射猎的情景，特别擅长于画鞍马，其画马被黄复休评为“骨法劲快，不良不驽，自得穷荒之态”，其画法师法韩干，故宋人有“马尚丰肥”的评论。虽然也有人批评为“笔乏壮气”，但一般还是对其赞誉有加。
后唐灭亡后，继之以后晋、后汉、后周，最后归于赵宋，耶律倍在中原的画作也被收藏于宋朝大内皇宫（在北宋首都东京开封府，今河南省开封市）的秘府中，据《宣和画谱》记载共有十五幅：《双骑图》一幅、《猎骑图》一幅、《雪骑图》一幅、《番骑图》六幅、《人骑图》二幅、《千角鹿图》（或称《千鹿图》）一幅、《吉首并驱骑图》一幅、《射骑图》（或称《骑射图》）一幅和《女真猎骑图》一幅。

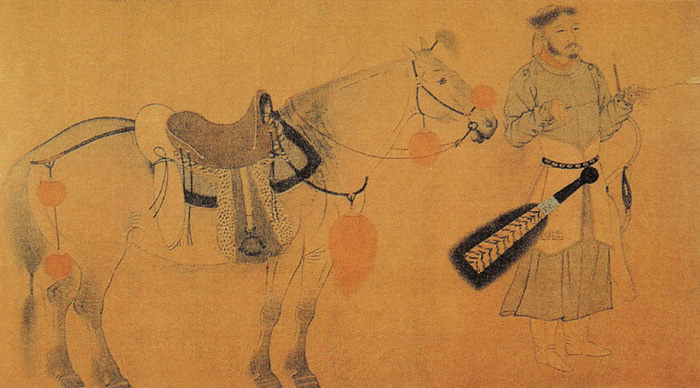
李赞华《騎射圖》，现藏台北故宫博物院。

现今台北国立故宫博物院收藏的《骑射图》是耶律倍的传世名作，是他在后唐时所画，故题跋为李赞华（后唐明宗赐名）。此图画的是一幅契丹贵族射猎者的肖像。在一匹装饰华丽的骏马前，站立着一位“鬓发左衽”的中年契丹贵族武士，他腰挎虎皮箭筒，手中握着弓箭，正在校正箭杆，似乎若有所思，似乎又在做出猎前的准备。以画中之马的体型来看即今日之蒙古马，身躯低矮，长胴短脚，却很硕健。在艺术技巧方面，该图显示出典型的中原画风，为以后的宋代诸画家所继承。该图线条流畅劲挺，造型准确洗练，设色淡雅明快，风格细腻典雅，承继了隋唐五代以来的人物画传统并达到了相当高的水平，与契丹墓室壁画粗犷的风格迥然不同，表明耶律倍颇受他所向往的中原汉文化的影响。人马刻画最见功夫，活灵活现，血肉俱足。
耶律倍的其他传世名作还有藏于美国纽约大都会博物馆的《射鹿图》和波士顿美术博物馆的《番骑图》等，皆画人马骑猎之状，但可靠性有待进一步研究。
在中国的绘画史上，耶律倍对于辽、汉文化艺术的交流起着积极作用。

### 藏书
耶律倍酷爱藏书，先后在两个地方建立了藏书楼。一是在他被软禁的南京（在今辽宁省辽阳市）西宫，是公元927年前后建立的。二是他隐居的医巫闾山绝顶的大望海山（最高峰海拔866.6米）的“万卷藏书楼”——望海堂，修建的时间比西宫还早，而且规模更大，在当时的大契丹国所有藏书楼中是最大的，现遗址犹存，是中国东北地区最早的私人藏书楼。
望海堂建于契丹建国之初，距今有一千多年的历史。当时的大契丹国诸事正在草创，战争连年，还来不及出版大量图书。这样耶律倍就不得不长途跋涉，派人前往中原购书。在当时军阀割据混战的时候，他却使得望海堂的藏书达到一万卷多，故有“万卷藏书楼”之称。据当时人记载，望海堂裡的某些医学藏书，就是后来在中原也很难找到，这对于保存中国古代民族的文化遗产起了重大的作用。

### 诗歌
就现存诗作而论，辽代帝王后妃的诗在全部辽诗中占据了主流地位，代表了辽诗的成就，所以后人论辽诗多以辽代帝王后妃诗为据。而辽代帝王中首开诗歌风气的，正是耶律倍，其入后唐前所作的《海上诗》是现存最早的一首完整的辽代诗歌，诗曰：
小山压大山，大山全无力。羞见故乡人，从此投外国。
《海上诗》可能是首汉译契丹文诗。全诗以物喻人，“大山”比喻耶律倍自己，“小山”比喻二弟辽太宗，寥寥几笔，勾勒出契丹皇室内部斗争的残酷。而袁行霈在《中国文学史·辽代诗歌》中则指出：“山是契丹小字，其义为可汗，与汉字之山形同义异。”把契丹文与汉文融合在同一个比喻中，是一种很特殊的双重比兴手法。由此可见，该诗是一首典型的中原文化与契丹文化相融合的诗作。全诗直接叙述事实，直抒胸臆，感情愤激，殊少蕴籍，天然浑成，只不过艺术上尚未纯熟，也体现了身为草原游牧民族的耶律倍直率而欠委婉的民族性格。清代赵翼在《二十二史劄記·卷二七》中的《辽族多好文学》一文中则评价该诗说：“情词凄婉，言短而意长，已深有合于风人之旨矣。”
耶律倍深受汉文化熏陶，寄居中原时，曾仿效唐代大诗人白居易，自署名为“乡贡进士黄居难，字乐地”，相对于白居易的署名“乡贡进士白居易，字乐天”。
耶律倍也善写契丹文诗歌，金代元好问曾经读过他的契丹小字诗，并作《东丹骑射》题画诗云：“意气曾看小字诗，图画今又识雄姿。”
据阎凤梧主编的《全辽金诗》统计：耶律倍曾有《乐田园》等诗集，均已散佚。现仅存《海上诗》一首。其子平王耶律隆先亦受其影响，博学能诗，有《阆苑集》行于当世。

### 性格
《辽史·章肃皇帝李胡传》中有一则故事，充分说明了耶律倍和他的两个弟弟性格上的不同：有一天非常寒冷，阿保机命三个儿子去捡木柴点火取暖，耶律德光不加以选择全部取来，最先来到阿保机帐中；耶律倍挑选干柴，把它们捆好后才回，最后来到帐中；耶律李胡取的少却丢的多。阿保机看到后就发表了对兄弟三人的评论：“长子灵巧而次子诚恳，幼子不及两位哥哥。”说明在阿保机心目中，无论是耶律倍还是德光，日后都应该是很有成就的，两人不相伯仲。
耶律倍虽然是契丹人，免不了北方民族的豪爽直率，但由于长期接受汉文化的熏陶，已变得外表宽让，一副忠厚长者的样子。耶律倍让位太宗，明显受到吴太伯影响，说明中原文化逐渐被他所接受，并对他的思想行为发生了直接影响。而让位以后的他长期受太宗监视，却少有怨言，也体现了他的隐忍性格，这和他通晓阴阳之术，受道家玄学影响有关。
但耶律倍的性格也不是没有缺陷，尤其是亡入中原后，其“内挚”、“刻急好杀”的本性就显露出来。耶律倍嗜飲人血，甚至在姬妾臂上刺洞吸血。奴婢侍妾稍微犯了点小错，他就用火烫她们甚至挖掉她们的眼睛。他的妻子夏氏因为恐惧而要求削发为尼。这种性格上的两极分化很可能与他在自己祖国的不幸遭遇有关。

## 其他影响与评价
耶律倍是一个悲剧人物，他在异国的不幸遭遇激起了契丹臣民的极大同情，后来他们拥立耶律倍的长子耶律阮称帝，就是因为在很大程度上受了这种同情的驱使。
耶律倍对于汉族文化和制度的推崇也影响到他的后代，尤其是之后的辽代诸帝，他们都大力推崇汉文化，推广中原制度，将契丹（辽国）从奴隶制国家转变为封建制国家，促进了契丹社会的发展。

《辽史·义宗倍传》最后的“论曰”（应当是《辽史》作者所加）概括了耶律倍的一生并加以评论：
自古新造之国，一传而太子让，岂易得哉？辽之义宗，可谓盛矣！然让而见疑，岂不兆於建元称制之际乎？斯则一时君臣昧於礼制之过也。束书浮海，寄迹他国，思亲不忘，问安不绝，其心甚有足谅者焉。观其始慕泰伯之贤而为远适之谋，终疾陈恒之恶而有请讨之举，志趣之卓，盖已见於早岁先祀孔子之言欤。善不令终，天道难诘，得非性卞嗜杀之所致也！虽然，终辽之代，贤圣继统，皆其子孙。至德之报，昭然在兹矣。
该论点首先大力赞扬了耶律倍的“让国”行为，以及他的孝心和爱国热情，又说他之所以会有的这种义举，是因为他深谙孔孟之道，懂得“泰伯让国”的至德和儒家的忠孝之礼；然后对他的惨死表示了惋惜，并认为是他“嗜杀”所遭致的报应；最后说，他虽然有缺点，但他的“让国”义举感动了上天，使得他的子孙能够享有辽国的帝位。该论点虽然有“因果报应”的思想，但对耶律倍来说不失为一种公正的评价。

## 家庭与婚姻

### 父母兄弟
- 父亲：太祖大圣大明神烈天皇帝耶律阿保机
- 母亲：淳钦皇后述律平（述律月里朵，蕭氏[54]）
- 大弟：太宗孝武惠文皇帝耶律德光
- 幼弟：章肃皇帝耶律李胡

### 妻妾儿女
耶律倍的妻妾众多，知名的有5个，并为他生下了5个儿子。女儿有史可查者仅一人
- 正室：端顺皇后萧氏：契丹人，耶律倍母述律平娘家人，太子妃、东丹王妃，在耶律倍逃往后唐以后为东丹国摄政。
- 继室（继妻）：東丹·慕華：后唐庄宗的昭容，耶律倍逃往后唐以后，由后唐明宗所赐婚。婚后耶律倍性格兇殘，其她婢妾有微小的过错，常常加以加酷刑，夏氏惧怕因此離婚爲尼姑。
- 侧室（妾）：柔贞皇后萧氏：契丹人，耶律倍母述律平娘家人，儿子耶律阮即位后母以子贵，被尊为皇太后。
  - 长子：世宗孝和庄宪皇帝耶律阮，即位称帝，后被暗杀。
  - 次子：庶人耶律娄国，曾任南京辽阳府（今辽宁省辽阳市）留守，掌管东丹国国政，辽穆宗时谋反被诛，追废为庶人。
  - 第三子：吴王耶律稍
- 侧室（妾）：大氏：从姓氏推测应是粟末部靺鞨人，渤海国王族，其余无记载。
  - 第四子：平王耶律隆先
- 侧室（妾）：高氏：从姓氏推测应是汉人，与耶律倍一同逃往后唐，后事无记载。
  - 第五子：晋王耶律道隐
- 生母不详
  - 女儿：耶律阿不里，公主，具体封号不详，仅知为耶律阮妹。

## 延伸阅读
[在维基数据编辑]
 《遼史·卷72》，出自脱脱《遼史》
 在维基共享资源阅览影像